# Рамат-Авив

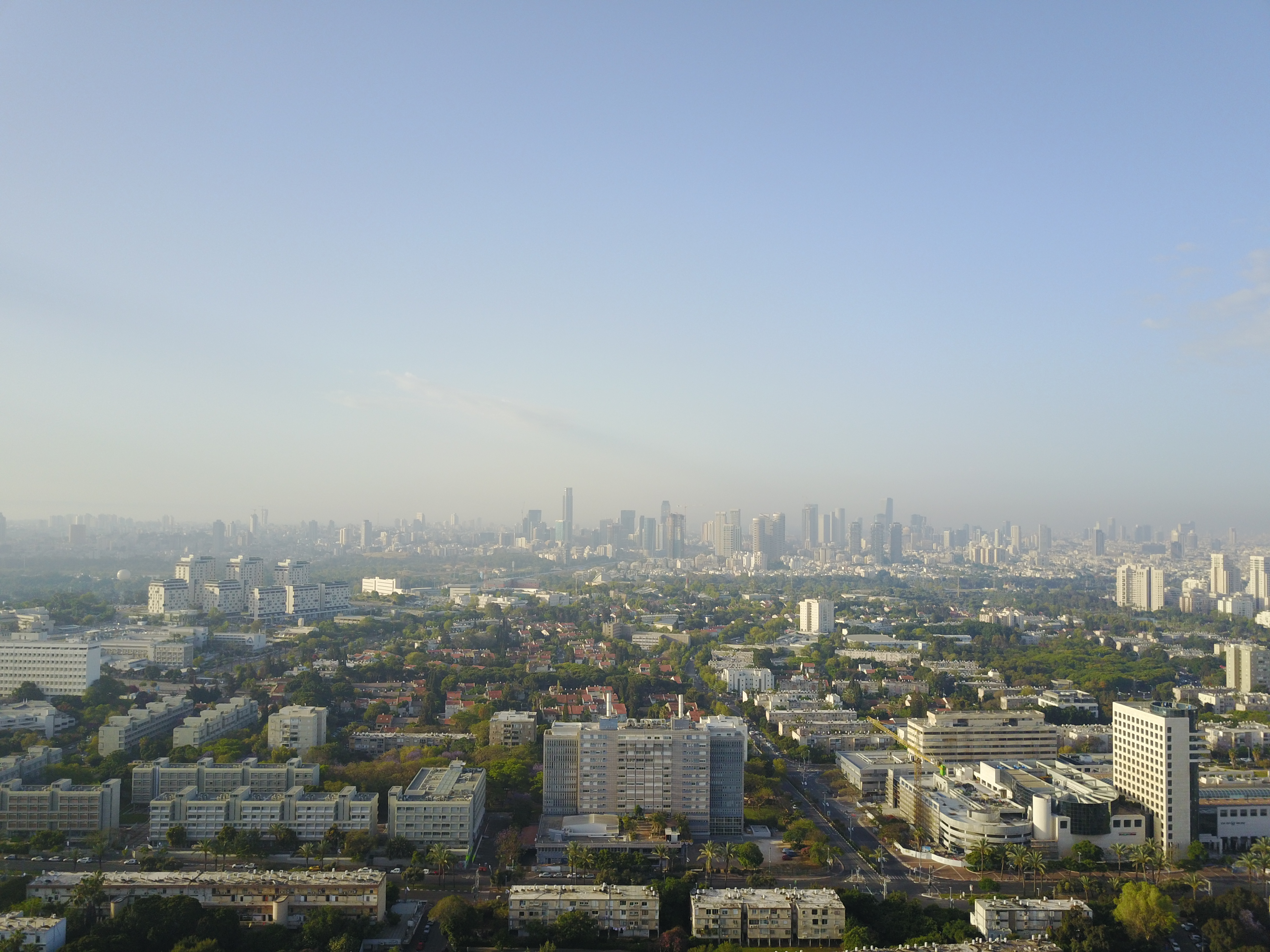
Рамат Авив Алеф

Рамат Авив (ивр. רמת אביב‎) — название нескольких районов на севере Тель-Авива севернее Яркона.

## История

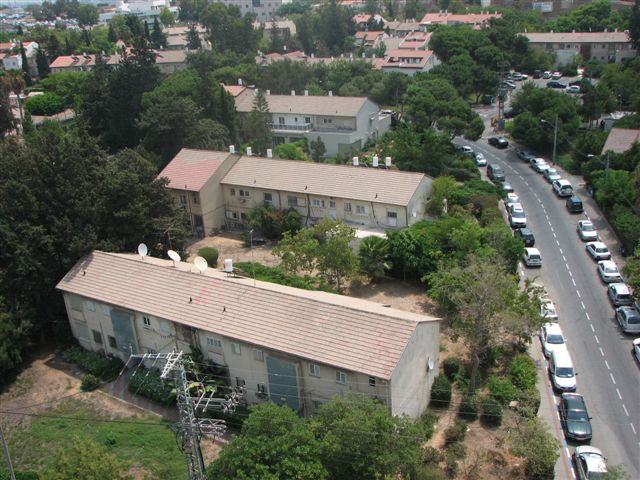
Здания 1950-х годов

Район был основан в 1950-х годах после большого притока иммигрантов из Восточной Европы. Голда Меир жила в этом районе с 1959 по 1978 год.
В январе 2011 года было опубликовано, что в ходе археологических раскопок, проведенных Управлением по делам древностей Израиля на улице Фихман в Рамат-Авиве, были обнаружены остатки здания, возраст которого составляет 7800-4800 лет. Полученные данные свидетельствуют о постоянном проживании людей на северном берегу реки Яркон.

## Улицы, границы
Рамат-Авив ограничен улицей Эйнштейн на севере, улицей Хаима Леванона на востоке и юге и улицей Намир на западе. Главные улицы района — Бродецки и Рединг. Эти пять артерий обслуживаются несколькими автобусными линиями каждая.

## Достопримечательности
По соседству находятся Средняя школа Альянса и Торговый центр Рамат-Авив. На северо-востоке района, напротив университетского городка, находятся студенческие общежития Тель-Авивского университета.
Поблизости находятся такие достопримечательности, как Тель-Авивский университет, Музей Эрец Исраэль, Музей Пальмаха и Бет Хейтфуцот.